# Gace Brulé

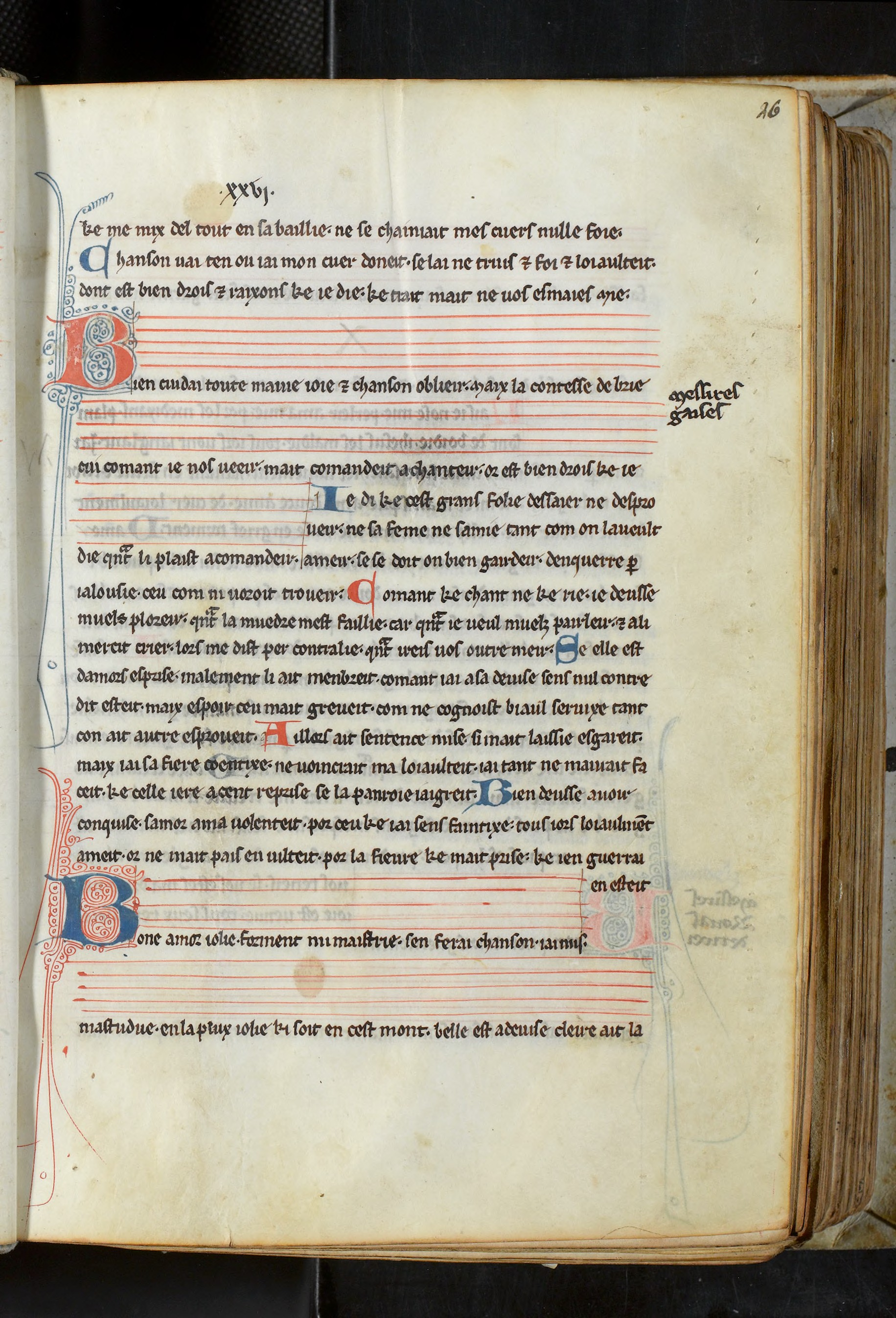
Seite aus dem Codex 389 der Berner Burgerbibliothek, mit einem der dort zahlreich enthaltenen Lieder von Gace Brule

Gace Brulé (* um  1160 vermutlich in der Champagne; † nach 1213) war ein Trouvère, der nordfranzösischen Benennung für Minnesänger oder Troubadour.
Über sein Leben ist heute nur wenig bekannt. Er entstammte wohl dem niederen Adel aus der Champagne. Auch wird vermutet, dass er sich zeitweise am Hofe der Förderin des nordfranzösischen Minnesangs, der Marie de Champagne aufgehalten haben dürfte. 
Er wird auf Grund eines Hinweises in der Chroniques de Saint-Denis als Lehrer von Thibaut de Champagne angesehen. Später scheint er gezwungen gewesen zu sein, seine Heimat zu verlassen. Er fand Aufnahme in der Bretagne. 
Vom wohl sehr umfangreichen Werk des sehr fruchtbaren Dichters sind ca. 50 Lieder (Chansons) erhalten geblieben. Seine Bedeutung besteht in der gelungenen Übernahme der provenzalischen Vorbilder für den nordfranzösischen Raum. Eines seiner Lieder (Ire d'amor qui en mon suer repaire) wird selbst von Dante Alighieri, der er es jedoch irrtümlich dem Thibaut de Champagne zuschreibt, erwähnt. 
Erhalten blieb ebenfalls eines seiner Streitgedichte (Jeu-parti), eines der frühesten dieser Gattung überhaupt. Es handelt von einem Disput zwischen ihm und Gottfried II., dem Herzog der Bretagne. In diesem Werk verteidigt der oft wohl recht erfolglose Minnesänger die Haltung, dass ein Liebhaber an der Liebe zu seiner Dame festhalten müsse, auch wenn sie ihn abweisend oder grausam behandle, ja selbst dann, wenn sie ihn betrüge oder verriete. In einem anderen Lied kommt der wohl etwas melancholische Dichter jedoch zu einer etwas anderen Einsicht:
Les oiseillons de mon païs
Ai oïs en Bretaigne;
A lor chant m’est il bien avis
K’en la douce Champaigne
Les oï jadis,
Se n’i ai mespris.
Il m’ont en si dols panser mis
K’a chanson faire me sui pris
Tant que je parataigne
Ceu q’Amors m’a lonc tens promis.
Die Vöglein aus meiner Heimat
Habe ich in der Bretagne gehört;
Ihr Gesang weist mich drauf hin
Dass in der süßen Champagne,
Sie hörte ich einst,
So ich mich nicht irre.
Sie machten mir ein so süßes Sinnen,
Daß ich begann, ein Lied zu dichten,
Um endlich zu erlangen,
Was Liebe mir so lange Zeit (vergeblich) verhieß.
| Personendaten    | Personendaten              |
| ---------------- | -------------------------- |
| NAME             | Gace Brulé                 |
| ALTERNATIVNAMEN  | Gace Brule                 |
| KURZBESCHREIBUNG | nordfranzösischer Trobador |
| GEBURTSDATUM     | um 1160                    |
| STERBEDATUM      | um 1213                    |